# Ctenophorus
Ctenophorus is een geslacht van hagedissen uit de familie agamen (Agamidae).

## Naam en indeling
De wetenschappelijke naam van de groep werd voor het eerst voorgesteld door Leopold Fitzinger in 1843. Er zijn 33 soorten, inclusief de pas in 2013 wetenschappelijk beschreven soort Ctenophorus mirrityana.

## Uiterlijke kenmerken
De lichaamslengte varieert van ongeveer zes tot twaalf centimeter exclusief de staart. De hagedissen hebben een bruine kleur met lichtere gele tot witte strepen en vlekken. Volwassen mannetjes hebben soms een zwarte kleur aan de buik. Mannetjes hebben bij sommige soorten bonte kleuren, zoals Ctenophorus pictus. Deze heeft een gele kop, rode flanken en een blauwe rug en poten.
Onder het oog is vaak een rij vergrote stekels aanwezig. Op de nek aan de zijkanten zijn stekelige kammen gelegen, op de rest van lichaam ontbreken stekels. Bij een aantal soorten zijn de stekels minder goed ontwikkeld of ontbreken ze helemaal; Ctenophorus clayi heeft bijvoorbeeld geen stekels.

## Levenswijze
Alle soorten zijn eierleggend en zetten eieren af op de bodem. Bij gevaar wordt niet in rotsspleten geschuild zoals van veel andere agamen bekend is, maar worden planten als schuilplaats gebruikt. Dit zijn altijd planten waaruit een dichte begroeiing ontstaat, zoals grassen uit het geslacht Spinifex.

## Verspreiding en habitat

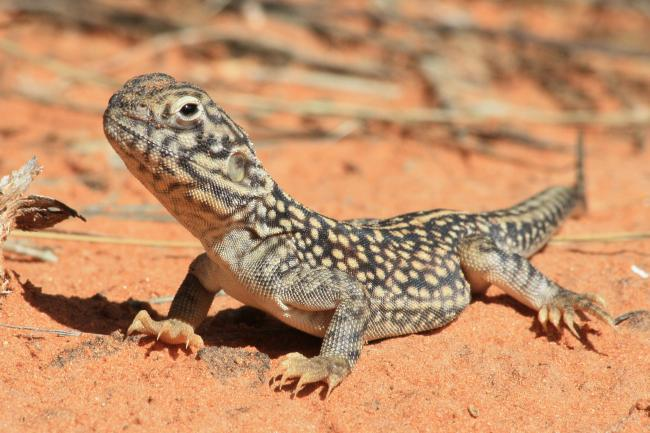
De soorten leven in drogere streken, afgebeeld is Ctenophorus nuchalis.

Alle soorten komen endemisch voor in delen van Australië en leven in de staten New South Wales, Noordelijk Territorium, Queensland, Victoria, West-Australië en Zuid-Australië.
De habitat bestaat uit drogere gebieden, zoals kliffen, scrubland, bergstreken en rotsige omgevingen.

## Beschermingsstatus
Door de internationale natuurbeschermingsorganisatie IUCN is aan 32 soorten een beschermingsstatus toegewezen.Dertig soorten worden beschouwd als 'veilig' (Least Concern of LC) en één soort als 'kwetsbaar' (Vulnerable of VU). Ctenophorus mirrityana ten slotte wordt gezien als 'gevoelig' (Near Threatened of NT).

## Soorten
Het geslacht omvat de volgende soorten, met de auteur en het verspreidingsgebied.
| Naam                                        | Auteur                                     | Verspreidingsgebied                                                                                       |
| ------------------------------------------- | ------------------------------------------ | --- |
| Ctenophorus adelaidensis                    | Gray, 1841                                 | Australië (West-Australië)                                                                                |
| Ctenophorus butlerorum                      | Storr, 1977                                | Australië (West-Australië)                                                                                |
| Ctenophorus caudicinctus                    | Günther, 1875                              | Australië (West-Australië)                                                                                |
| Ctenophorus chapmani                        | Storr, 1977                                | Australië (West-Australië, Zuid-Australië)                                                                |
| Ctenophorus clayi                           | Storr, 1967                                | Australië (Noordelijk Territorium, West-Australië, Zuid-Australië)                                        |
| Ctenophorus cristatus                       | Gray, 1841                                 | Australië (West-Australië, Zuid-Australië)                                                                |
| Ctenophorus decresii                        | Duméril & Bibron, 1837                     | Australië (New South Wales, Zuid-Australië)                                                               |
| Ctenophorus femoralis                       | Storr, 1965                                | Australië (West-Australië)                                                                                |
| Ctenophorus fionni                          | Procter, 1923                              | Australië (Zuid-Australië)                                                                                |
| Ctenophorus fordi                           | Storr, 1965                                | Australië (New South Wales, Queensland, Victoria, West-Australië, Zuid-Australië)                         |
| Ctenophorus gibba                           | Houston, 1974                              | Australië (Zuid-Australië)                                                                                |
| Ctenophorus graafi                          | Storr, 1967                                | Australië (West-Australië)                                                                                |
| Ctenophorus infans                          | Storr, 1967                                | Australië (West-Australië)                                                                                |
| Ctenophorus isolepis                        | Fischer, 1881                              | Australië (Noordelijk Territorium, Queensland, West-Australië, Zuid-Australië)                            |
| Ctenophorus macropus                        | Storr, 1967                                | Australië (Noordelijk Territorium)                                                                        |
| Gevlekte grondagame (Ctenophorus maculatus) | Gray, 1831                                 | Australië (West-Australië, Zuid-Australië)                                                                |
| Lake Eyre-agame (Ctenophorus maculosus)     | Mitchell, 1948                             | Australië (Zuid-Australië)                                                                                |
| Ctenophorus mckenziei                       | Storr, 1981                                | Australië (West-Australië)                                                                                |
| Ctenophorus mirrityana                      | McLean, Moussalli, Sass & Stuart-Fox, 2013 | Australië (New South Wales)                                                                               |
| Ctenophorus nguyarna                        | Doughty, Maryan, Melville & Austin, 2007   | Australië (West-Australië)                                                                                |
| Ctenophorus nuchalis                        | De Vis, 1884                               | Australië (New South Wales, Noordelijk Territorium, Queensland, West-Australië, Zuid-Australië)           |
| Ctenophorus ornatus                         | Gray, 1845                                 | Australië (West-Australië)                                                                                |
| Ctenophorus parviceps                       | Storr, 1964                                | Australië (West-Australië)                                                                                |
| Ctenophorus pictus                          | Peters, 1866                               | Australië (New South Wales, Noordelijk Territorium, Queensland, Victoria, West-Australië, Zuid-Australië) |
| Ctenophorus reticulatus                     | Gray, 1845                                 | Australië (West-Australië, Zuid-Australië)                                                                |
| Ctenophorus rubens                          | Storr, 1965                                | Australië (West-Australië)                                                                                |
| Ctenophorus rufescens                       | Stirling & Zietz, 1893                     | Australië (West-Australië, Zuid-Australië)                                                                |
| Ctenophorus salinarum                       | Storr, 1966                                | Australië (West-Australië)                                                                                |
| Ctenophorus scutulatus                      | Stirling & Zietz, 1893                     | Australië (West-Australië, Zuid-Australië)                                                                |
| Ctenophorus slateri                         | Storr, 1967                                | Australië (Noordelijk Territorium)                                                                        |
| Ctenophorus tjantjalka                      | Johnston, 1992                             | Australië (Zuid-Australië)                                                                                |
| Ctenophorus vadnappa                        | Houston, 1974                              | Australië (Zuid-Australië)                                                                                |
| Ctenophorus yinnietharra                    | Storr, 1981                                | Australië (West-Australië)                                                                                |